# 马哈塔
马哈塔（英語：Maha Tower），又称马哈大厦，是位于马来西亚吉打州浮罗交怡瓜镇的地标。高约138公尺。该塔以前首相马哈迪·莫哈末的名字命名。

## 历史
2013年11月，前首相马哈迪·莫哈末主持马哈塔的动土仪式。
2019年1月1日，再度担任首相的马哈迪在夫人茜蒂哈斯玛及该计划发展商PFCE综合工程和公司管理层的陪同下巡视该塔工程。
2021年12月竣工。2022年9月向公众开放。